# Kiko Goifman
Kiko Goifman (* 1968 in Belo Horizonte, Minas Gerais, Brasilien) ist ein brasilianischer Regisseur, Drehbuchautor, Multimedia-Künstler, Web-Künstler, Kulturproduzent und Schauspieler.
Nach einem Studium der Anthropologie und Multimedia realisierte Goifman zahlreiche Dokumentar- und Experimentalfilme sowie diverse Videoinstallationen. Seine Dokumentation Atos de Homens über ein Massaker brasilianischer Todesschwadrone in Baixada Fluminense im März 2005 lief im Forum des Jungen Films im Rahmen der Internationalen Filmfestspiele 2006 in Berlin. Stand 2009 wohnte er in São Paulo.

## Filmografie (Regie)
- 2002: 33; Dokumentation[4]
- 2003: Claudia, Pedro e a Alimentação dos Pássaros (Regie und Drehbuch)[4]
- 2003: Morte Densa (Dense Death); Video[4]
- 2004: Território Vermelho; Kurzfilm[4]
- 2006: Atos de homens (Acts of Men)[4]
- 2007: Handerson e as Horas; Fernsehfilm[4]
- 2008: FilmeFobia[4]
- 2009: Hiperreal; Fernsehserie, 1 Folge (Regie und Drehbuch)[4]
- 2011: Temporal; Fernsehserie[4]
- 2012: Olhe pra mim de novo (Look at Me Again)[4][1]
- 2013: Periscópio[4]
- 2014: Sesc na 38ª Mostra Internacional de Cinema de São Paulo: A Diversidade do Cinema, Kurzfilm (Regie und Drehbuch)[4]
- 2015: Transando com Laerte; Fernsehserie[4]
- 2015: Estilhaços; Fernsehserie[4]
- 2018: Bixa Travesty[4]
- 2021: TransMissão; Fernsehserie[4]
- 2024: Puta Retrato - Trabalhadoras Sexuais; Miniserie[4]